# Anarithma drivasi
Anarithma drivasi é uma espécie de gastrópode do gênero Anarithma, pertencente a família Mitromorphidae.